# Andrew Caldecott
Andrew Caldecott (chinois : 郝德傑), né le 26 octobre 1884  et mort le 14 juillet 1951), était le gouverneur britannique de Ceylan et de Hong Kong.

## Distinctions

### Diplômes
- Master à l'Université d'Oxford
- Doctorat en droit à l'université de Ceylan

### Honneurs
- Commissaire malais à la British Empire Exhibition de 1924
- Membre de la Royal Asiatic Society
- Fellow de la Royal Society of Arts
- Fellow de la Royal Philharmonic Society

### Décorations
- Ordre de l'Empire britannique à titre civil Chevalier Commandeur (KBE) en 1935. Commandeur (CBE) en 1926.
- Ordre de Saint-Michel et Saint-Georges Chevalier Grand-Croix (GCMG) en 1941. Chevalier Commandeur (KCMG) en 1937. Compagnon (CMG) en 1932
- Très vénérable ordre de Saint-Jean Chevalier de Justice (KStJ) en 1936.